# Gustaaf De Smet
Pour les articles homonymes, voir De Smet et Desmet.
Gustaaf De Smet, né le 15 mai 1935 à Mariakerke et mort le 28 mai 2020 à Oostakker, est un coureur cycliste belge.

## Palmarès
- 1956
  - Gand-Wevelgem amateurs
  - Tour des Flandres amateurs
- 1957
  - 2e de la Coupe Sels
- 1958
  - 3e du Championnat de Flandre indépendants
- 1960
  - Coupe Sels
- 1961
  - Circuit de Belgique centrale
  - 2e du Circuit des Trois Provinces (Avelgem)
  - 3e du Circuit du Limbourg
  - 3e du Championnat des Flandres
  - 8e de Paris-Tours
- 1962
  - Gand-Bruges-Anvers
  - Boucles de la Lys
  - 2e du Grand Prix de clôture
  - 3e du Grand Prix d'Isbergues
  - 5e de Paris-Tours
- 1963
  - Grand Prix de Denain
  - Grand Prix de clôture
  - Circuit des Ardennes flamandes - Ichtegem
  - 2e des De Drie Zustersteden
  - 3e de la Flèche brabançonne
  - 3e du Grand Prix d'Orchies
  - 3e du Circuit de Flandre centrale
- 1964
  - Championnat des Flandres
  - Grand Prix de clôture
  - Circuit des régions flamandes
  - 3e de Paris-Tours
  - 3e de la Flèche côtière
  - 3e du Grote Prijs Dr. Eugeen Roggeman
  - 8e du Tour des Flandres
- 1965
  - Quatre Jours de Dunkerque :
    - Classement général
    - 1re, 2e et 5e étapes

  - Grand Prix de Denain
  - Grand Prix de la Banque
  - 2e de Paris-Tours
  - 2e de la Coupe Sels
  - 2e de Roubaix-Cassel-Roubaix
  - 2e du Tour des onze villes
  - 3e de Gand-Wevelgem
  - 3e du Championnat des Flandres
  - 3e de la Nokere Koerse
  - 3e du Grote Prijs Dr. Eugeen Roggeman
  - 8e du Tour des Flandres
- 1966
  - Kuurne-Bruxelles-Kuurne
  - Sint Martens-Lierde
  - 2e du Grand Prix de clôture
  - 2e de Tielt-Anvers-Tielt
  - 2e du Grand Prix de la Banque
  - 3e de Paris-Roubaix
  - 3e de Championnat des Flandres
  - 3e de Tour de Flandre Orientale
  - 5e de Paris-Bruxelles
- 1967
  - Circuit des Ardennes flamandes - Ichtegem
  - Grand Prix Flandria
  - 2e de Roubaix-Cassel-Roubaix
  - 3e du Championnat des Flandres
  - 3e du Circuit des 11 Villes
  - 3e du Grand Prix de la ville de Zottegem
  - 3e du Grote Prijs Dr. Eugeen Roggeman
- 1968
  - Circuit du Houtland-Torhout
  - Bruxelles-Biévène
  - 2e du Tour de Flandre Orientale
  - 3e du Grand Prix de la Banque

## Résultats sur les grands tours

### Tour de France
1 participation :
- 1965 : abandon (9e étape).